# Leon Whittaker
Leon Whittaker (16 aprile 1985) è un calciatore britannico delle Isole Cayman, attaccante degli Scholars International.

## Carriera

### Club
Ha giocato nella massima serie del campionato delle Isole Cayman con il George Town e gli Scholars International.

### Nazionale
Ha esordito in Nazionale il 25 Febbraio 2001 in un'amichevole contro il Trinidad e Tobago, diventando a 15 anni 10 mesi e 9 giorni il più giovane esordiente con la maglia delle Isole Cayman.